# 杜杰 (政治人物)
杜杰（1921年—2009年3月24日），山东省肥城人，中华人民共和国政治人物。

## 生平
1940年7月加入中国共产党。历任山东省临沭县青联委员、省城工委青年招待所主任、临沭县夏庄区各救会会长、代理区委书记。1961年10月至1968年6月，担任常山县委书记。1972年9月至1977年9月，担任中共玉环县县委书记。之後出任台州地区计委副主任、主任等职。2009年3月24日在台州逝世，享年88岁。